# Canna iridiflora
Canna iridiflora är en kannaväxtart som beskrevs av Hipólito Ruiz López och Pav.. Canna iridiflora ingår i släktet kannor, och familjen kannaväxter.
Artens utbredningsområde är Peru. Inga underarter finns listade i Catalogue of Life.